# Propachygammarus dryshenkoi
Propachygammarus dryshenkoi is een vlokreeftensoort uit de familie van de Pallaseidae. De wetenschappelijke naam van de soort is voor het eerst geldig gepubliceerd in 1901 door Garjajeff.